# Jake Bugg
Jake Bugg (född Jacob Edwin Charles Kennedy 28 februari 1994 i Nottingham) är en engelsk musiker och singer-songwriter.

## Uppväxt
Bugg föddes i Nottingham som son till musikaliska föräldrar som separerade när han var ung. Hans far, som bar efternamnet Bugg, var sjuksköterska och hans mor arbetade i en affär. Båda föräldrarna hade tidigare i sitt liv spelat in musik. Jake Bugg började spela gitarr när han var 12 år gammal efter att han blivit introducerad till instrumentet av sin morbror Mark.
Bugg blev som 17-åring utvald av BBC att uppträda på deras "nykomling-scen" vid Glastonburyfestivalen 2011. Detta resulterade i att han fick ett kontrakt med Mercury Records. Hans låtar blev sedan upplagda på flera av BBC Radios spellistor och en av dem, "Country Song", användes i en landsomfattande TV-reklam för ölet Greene King IPA..

## Karriär

### 2012–nutid: Debutalbum
I en intervju med The Telegraph när han jämfördes med Bob Dylan sa Bugg "Bob Dylan’s cool, you know, he’s great, but he's not a major influence".
Den 22 maj 2012 uppträdde Bugg på BBC:s musikprogram Later... with Jools Holland. I augusti 2012 uppträdde han tillsammans med Noel Gallagher's High Flying Birds vid en festival i Belfast.
Buggs självbetitlade debutalbum släpptes den 15 oktober 2012. Hans låt "Lightning Bolt" spelades innan herrarnas 100-metersfinal vid OS i London 2012.
Han planerar att släppa en ny platta framöver, men vill ej namnge när - "It can be in 2 days or 5 years, who knows" - uttalade han sig i press under januari 2015.

## Diskografi
Studioalbum
- Jake Bugg (2012)
- Shangri La (2013)
- On My One (2016)
- Hearts That Strain (2017)

EP
- Taste It (2012)
- Live at Silver Platters, Seattle (2014)
- Messed Up Kids (2014)

Singlar (topp 100 på UK Singles Chart)
- 2012 – "Country Song" (#100)
- 2012 – "Lightning Bolt" (#26)
- 2012 – "Taste It" (#90)
- 2012 – "Two Fingers" (#28)
- 2013 – "Seen It All" (#61)
- 2013 – "Broken" (#44)
- 2013 – "What Doesn't Kill You" (#44)
- 2013 – "Slumville Sunrise" (#81)
- 2014 – "A Song About Love" (#94)
- 2014 – "Messed Up Kids" (#71)